# Hydroptila cruciata
Hydroptila cruciata is een schietmot uit de familie Hydroptilidae. De soort komt voor in het Afrotropisch en het Palearctisch gebied.